# Li (Ngawa)
Li (en chino, 理; pinyin, Lǐ; en tibetano: ལིས, wylie: lis, ZWPY: Li) es un condado bajo bajo la administración directa de la Prefectura Ngawa. Se ubica en la provincia de Sichuan, centro-sur de la República Popular China. Su área es de 4318 km² y su población total para 2010 superó los 46 mil habitantes.

## Administración
Desde julio de 2023, el condado Li se divide en 11 pueblos que se administran en 6 poblados y 5 villas.

## Toponimia
En el año de 1803, pasó a llamarse Lifan (理番) con el significado de; Gobernar al pueblo (为治理番民 Wèizhì Lǐfān mín). Sin embargo, el término Fan (番) se usaba de manera despectiva para referirse a las minorías étnicas. En 1946, debido a políticas que buscaban eliminar nombres que pudieran considerarse discriminatorios o inapropiados, el nombre Lifan fue recortado a Li.